# Società Sportiva Felice Scandone 2001-2002
Questa voce raccoglie le informazioni riguardanti la  Società Sportiva Felice Scandone nelle competizioni ufficiali della stagione 2001-2002.

## Verdetti stagionali
Competizioni nazionali
- Serie A:
  - stagione regolare: 14º posto su 19 squadre (13/23)

## Stagione
La stagione 2001-2002 della Società Sportiva Felice Scandone sponsorizzata De Vizia, è la 2ª nel massimo campionato italiano di pallacanestro, la Serie A.
All'inizio della nuova stagione la Lega Basket decise che le società italiane potevano tesserare fino a sette giocatori stranieri, con anche la caduta della distinzione tra giocatori comunitari ed extracomunitari.

## Roster
| De Vizia Avellino 2001-02 | De Vizia Avellino 2001-02 |
| Giocatori                 | Staff tecnico             |
| ------------------------- | ------------------------- |

| N. | Naz.                                        | Ruolo | Nome                   | Anno | Alt.   | Peso   |  |
| -- | ------------------------------------------- | ----- | ---------------------- | ---- | ------ | ------ |  |
| 4  | Stati Uniti (bandiera)                      | AC    | Tyrone Grant           | 1977 | 204 cm | 105 kg |  |
| 5  | Stati Uniti (bandiera) · Francia (bandiera) | P     | Sydney Johnson (C)     | 1974 | 192 cm | 80 kg  |  |
| 6  | Italia (bandiera)                           | P     | Mauro Morri            | 1977 | 190 cm | 88 kg  |  |
| 6  | Argentina (bandiera) · Italia (bandiera)    | P     | Diego Ciorciari        | 1980 | 183 cm | 83 kg  |  |
| 7  | Italia (bandiera)                           | G     | Costantino Urciuoli    | 1985 | 192 cm | 81 kg  |  |
| 8  | Stati Uniti (bandiera)                      | GA    | Jamal Robinson         | 1973 | 201 cm | 100 kg |  |
| 8  | Stati Uniti (bandiera)                      | G     | Geno Carlisle          | 1976 | 189 cm | 80 kg  |  |
| 9  | Slovenia (bandiera)                         | AP    | Gregor Hafnar          | 1977 | 195 cm | 83 kg  |  |
| 10 | Italia (bandiera)                           | G     | Simone Dini            | 1983 | 188 cm | 77 kg  |  |
| 11 | Stati Uniti (bandiera)                      | A     | Jarod Stevenson        | 1975 | 200 cm | 105 kg |  |
| 12 | Italia (bandiera)                           | A     | Vincenzo Di Lauro      | 1983 | 190 cm | 99 kg  |  |
| 13 | Italia (bandiera)                           | G     | Roberto Simeoli        | 1983 | 195 cm | 87 kg  |  |
| 14 | Stati Uniti (bandiera)                      | C     | Keith Hill             | 1970 | 209 cm |        |  |
| 14 | Stati Uniti (bandiera)                      | AC    | Colin Ducharme         | 1978 | 206 cm |        |  |
| 14 | Italia (bandiera)                           | AC    | Matteo Nobile          | 1973 | 207 cm | 103 kg |  |
| 15 | Italia (bandiera)                           | C     | Lorenzo Di Marcantonio | 1978 | 205 cm | 108 kg |  |
| 15 | Italia (bandiera)                           | A     | Giovanni Capobianco    | 1983 | 193 cm |        |  |
| 18 | Stati Uniti (bandiera)                      | AG    | Jared Prickett         | 1973 | 207 cm | 107 kg |  |
| 20 | Stati Uniti (bandiera)                      | C     | Ken Johnson            | 1978 | 211 cm | 109 kg |  |
| 20 | Stati Uniti (bandiera)                      | C     | Thalamus McGhee        | 1975 | 205 cm | 110 kg |  |

| Allenatore                                                                                            |
| - Luca Dalmonte                                                                                       |
| Assistente/i                                                                                          |
| - Andrea Capobianco - Gianluca De Gennaro Legenda - (C) Capitano - (IN) Inattivo - Infortunato Roster |

### Staff tecnico e dirigenziale
- Allenatore: Luca Dalmonte
- Vice Allenatore:  Andrea Capobianco
- Vice Allenatore:  Gianluca De Gennaro
- Preparatore Atletico:  Maurizio Maietta
- Medico:  Gennaro Corbo
- Medico:  Gabriele Ferrante
- Medico:  Luciano Marino
- Massaggiatore:  Gerardo Zeccardo

- Presidente:  Generoso Benigni
- Vicepresidente:  Nicola De Vizia
- Amministratore Delegato:  Giovanni Montella
- Consigliere Delegato:  Ciro Melillo
- Direttore Sportivo:  Menotti Sanfilippo
- Dirigente Accompagnatore:  Gerardo Mariella
- Resp. Marketing:  Antonello Pellecchia
- Addetto stampa:  Ivo Capone (dal 01/11/2001)
- Segreteria:  Fabio Laudati
- Segreteria:  Bernardo Pasqua
- Resp. Settore Giovanile:  Vincenzo Tedesco

## Mercato

### Sessione estiva
| Acquisti | Acquisti               | Acquisti            | Acquisti   | Acquisti |
| R.       | Nome                   | da                  | Modalità   |          |
| -------- | ---------------------- | ------------------- | ---------- | -------- |
| AC       | Tyrone Grant           | Florida S. Dragons  | definitivo |          |
| C        | Ken Johnson            | Ohio State Buckeyes | definitivo |          |
| GA       | Jamal Robinson         | S. Falls Skyforce   | definitivo |          |
| A        | Jarod Stevenson        | Bnei Herzliya       | definitivo |          |
| C        | Keith Hill             | Free agent          | definitivo |          |
| P        | Mauro Morri            | Basket Rimini       | definitivo |          |
| C        | Lorenzo Di Marcantonio | Basket Rimini       | prestito   |          |

| Cessioni | Cessioni             | Cessioni          | Cessioni       | Cessioni |
| R.       | Nome                 | a                 | Modalità       |          |
| -------- | -------------------- | ----------------- | -------------- | -------- |
| C        | Giacomantonio Tufano |                   | ritirato       |          |
| G        | Claudio Capone       | Falchetti Caserta | fine contratto |          |
| P        | Sergio Mastroianni   | Falchetti Caserta | fine contratto |          |
| C        | Dan Callahan         | PAOK Salonicco    | fine contratto |          |
| AG       | Igkor Mōraitīs       | Paniōnios         | fine contratto |          |
| A        | Sérgio Ramos         | Lleida            | fine contratto |          |
| C        | Spencer Dunkley      | Free agent        | fine contratto |          |
| G        | Nate Erdmann         | Pall. Trieste     | fine contratto |          |
| C        | Norman Nolan         | Indios Mayagüez   | fine contratto |          |

### Dopo l'inizio della stagione
| Acquisti | Acquisti        | Acquisti            | Acquisti         | Acquisti   |
| R.       | Nome            | da                  | Data             | Modalità   |
| -------- | --------------- | ------------------- | ---------------- | ---------- |
| AC       | Colin Ducharme  | Free agent          | novembre 2001    | definitivo |
| C        | Thalamus McGhee | ASVEL               | 9 dicembre 2001  | definitivo |
| AC       | Matteo Nobile   | Basket Napoli       | 14 dicembre 2001 | definitivo |
| AG       | Jared Prickett  | Peñarol M. d. Plata | 16 gennaio 2002  | definitivo |
| P        | Diego Ciorciari | Traiskirchen Lions  | 1 marzo 2002     | definitivo |
| G        | Geno Carlisle   | Dafni               | 22 marzo 2002    | definitivo |

| Cessioni | Cessioni       | Cessioni          | Cessioni         | Cessioni    |
| R.       | Nome           | a                 | Data             | Modalità    |
| -------- | -------------- | ----------------- | ---------------- | ----------- |
| C        | Keith Hill     | Montpellier       | 29 ottobre 2001  | rescissione |
| C        | Ken Johnson    | Dakota Wizards    | 15 novembre 2001 | rescissione |
| AC       | Colin Ducharme | Olympique Antibes | 20 dicembre 2001 | rescissione |
| P        | Mauro Morri    | Free agent        | 27 febbraio 2002 | rescissione |
| AP       | Jamal Robinson | Keravnos          | 5 aprile 2002    | rescissione |

## Risultati

### Regular season

#### Girone di andata
| Avellino 23 settembre 2001, ore 18:15 1ª giornata | Scandone Avellino | 75 – 85 | Fortitudo Bologna | PalaDelMauro |

| Varese 27 settembre 2001, ore 20:30 2ª giornata | Pall. Varese | 84 – 87 | Scandone Avellino | PalaWhirlpool |

| Avellino 30 settembre 2001, ore 18:15 3ª giornata | Scandone Avellino | 81 – 85 | Pall. Treviso | PalaDelMauro |

| Avellino 4 ottobre 2001, ore 20:30 4ª giornata | Scandone Avellino | 90 – 84 | Pall. Roseto | PalaDelMauro |

| Siena 7 ottobre 2001, ore 18:15 5ª giornata | Mens Sana Siena | 84 – 81 | Scandone Avellino | PalaEstra |

| Avellino 14 ottobre 2001, ore 18:15 6ª giornata | Scandone Avellino | 93 – 104 | Fabriano Basket | PalaDelMauro |

| Imola 21 ottobre 2001, ore 18:15 7ª giornata | A. Costa Imola | 77 – 66 | Scandone Avellino | PalaCattani |

| Casalecchio di Reno 4 novembre 2001, ore 18:15 9ª giornata | Virtus Bologna | 96 – 72 | Scandone Avellino | Unipol Arena |

| Biella 11 novembre 2001, ore 18:15 10ª giornata | Pall. Biella | 79 – 80 | Scandone Avellino | Palasport Biella |

| Avellino 18 novembre 2001, ore 20:30 11ª giornata | Scandone Avellino | 84 – 67 | Basket Livorno | PalaDelMauro |

| Verona 2 dicembre 2001, ore 18:15 12ª giornata | Scaligera Verona | 91 – 83 | Scandone Avellino | Palasport |

| Avellino 9 dicembre 2001, ore 18:15 13ª giornata | Scandone Avellino | 97 – 85 | Viola R. Calabria | PalaDelMauro |

| Roma 16 dicembre 2001, ore 18:00 14ª giornata | Virtus Roma | 79 – 75 | Scandone Avellino | PalaTiziano |

| Avellino 23 dicembre 2001, ore 18:15 15ª giornata | Scandone Avellino | 87 – 81 | Amici Pall. Udinese | PalaDelMauro |

| Milano 27 dicembre 2001, ore 20:30 16ª giornata | Olimpia Milano | 88 – 77 | Scandone Avellino | PalaSharp |

| Avellino 30 dicembre 2001, ore 18:15 17ª giornata | Scandone Avellino | 89 – 95 | Pall. Trieste | PalaDelMauro |

| Pesaro 3 gennaio 2002, ore 20:30 18ª giornata | V.L. Pesaro | 79 – 70 | Scandone Avellino | Adriatic Arena |

| Avellino 6 gennaio 2002, ore 18:15 19ª giornata | Scandone Avellino | 84 – 69 | Pall. Cantù | PalaDelMauro |

#### Girone di ritorno
| Bologna 13 gennaio 2002, ore 18:15 1ª giornata | Fortitudo Bologna | 83 – 71 | Scandone Avellino | PalaDozza |

| Avellino 19 gennaio 2002, ore 20:30 2ª giornata | Scandone Avellino | 92 – 87 | Pall. Varese | PalaDelMauro |

| Treviso 3 febbraio 2002, ore 18:15 3ª giornata | Pall. Treviso | 85 – 71 | Scandone Avellino | Palaverde |

| 10 febbraio 2002, ore 18:15 4ª giornata | Pall. Roseto | 88 – 83 | Scandone Avellino | PalaMaggetti |

| Avellino 17 febbraio 2002, ore 20:30 5ª giornata | Scandone Avellino | 77 – 82 | Mens Sana Siena | PalaDelMauro |

| Fabriano 3 marzo 2002, ore 18:15 6ª giornata | Fabriano Basket | 81 – 73 | Scandone Avellino | PalaIndesit |

| Avellino 10 marzo 2002, ore 18:15 7ª giornata | Scandone Avellino | 82 – 78 | A. Costa Imola | PalaDelMauro |

| Avellino 14 marzo 2002, ore 20:30 9ª giornata | Scandone Avellino | 81 – 86 | Virtus Bologna | PalaDelMauro |

| Avellino 17 marzo 2002, ore 18:00 10ª giornata | Scandone Avellino | 70 – 91 | Pall. Biella | PalaDelMauro |

| Livorno 24 marzo 2002, ore 18:15 11ª giornata | Basket Livorno | 92 – 101 | Scandone Avellino | PalaMacchia |

| Avellino 30 marzo 2002, ore 20:30 12ª giornata | Scandone Avellino | 80 – 67 | Scaligera Verona | PalaDelMauro |

| Reggio Calabria 2 aprile 2002, ore 20:30 13ª giornata | Viola R. Calabria | 64 – 78 | Scandone Avellino | PalaCalafiore |

| Avellino 4 aprile 2002, ore 20:30 14ª giornata | Scandone Avellino | 76 – 73 | Virtus Roma | PalaDelMauro |

| Udine 7 aprile 2002, ore 18:15 15ª giornata | Amici Pall. Udinese | 72 – 59 | Scandone Avellino | PalaCarnera |

| Avellino 14 aprile 2002, ore 18:15 16ª giornata | Scandone Avellino | 86 – 88 | Olimpia Milano | PalaDelMauro |

| Trieste 21 aprile 2002, ore 18:15 17ª giornata | Pall. Trieste | 81 – 73 | Scandone Avellino | PalaTrieste |

| Avellino 24 aprile 2002, ore 20:30 18ª giornata | Scandone Avellino | 76 – 83 | V.L. Pesaro | PalaDelMauro |

| Cucciago 27 aprile 2002, ore 20:30 19ª giornata | Pall. Cantù | 101 – 69 | Scandone Avellino | Mapooro Arena |